# Улашановка (Житомирская область)
Улашановка (укр. Улашанівка) — село на Украине, находится в Пулинском районе Житомирской области.
Код КОАТУУ — 1825480203. Население по переписи 2001 года составляет 207 человек. Почтовый индекс — 12024. Телефонный код — 4131. Занимает площадь 1,379 км².

## Адрес местного совета
12022, Житомирская область, Пулинский р-н, с. Андреевка, ул. Ленина, 13